# 18059 Cavalieri
18059 Cavalieri è un asteroide della fascia principale. Scoperto nel 1999, presenta un'orbita caratterizzata da un semiasse maggiore pari a 2,6952967 au e da un'eccentricità di 0,0603731, inclinata di 8,84964° rispetto all'eclittica.
L'asteroide è dedicato al matematico italiano Bonaventura Cavalieri.